# Danny Trejo
Danny Trejo (Los Angeles, 16 maggio 1944) è un attore statunitense di origini messicane.

## Biografia

### Infanzia
Trejo è di origini messicane ed è nato a Echo Park, nei pressi di Los Angeles. La sua vita da bambino non fu facile: nelle strade vicino a casa sua commise vari crimini e diventò presto dipendente dall'eroina. Entrava e usciva dal carcere in maniera costante.
Nel tempo trascorso in strada, Trejo sviluppò un talento da pugile e considerò l'idea di intraprendere la professione. Quest'ambizione venne offuscata da un'altra condanna alla reclusione. Mentre era rinchiuso nella prigione di Stato di San Quintino a San Francisco, divenne il campione statale dei pesi leggeri e welter carcerario della California. Durante questo periodo, Trejo completò anche con successo un programma di riabilitazione che lo aiutò a lasciarsi alle spalle lo stile di vita del criminale. In un'intervista ha dichiarato che si diverte quando, camminando per le strade dove in passato commetteva crimini, i bambini gli chiedono un autografo; ha inoltre rivelato che accetta di interpretare ruoli da cattivo nei film solo nei casi in cui la sceneggiatura prevede che finiscano con la morte, non volendo estetizzare il fenomeno criminale. Effettivamente detiene il record di attore ucciso più volte, nei film, con 65 decessi.

## Carriera
Mentre parlava a un raduno nel 1985, Trejo incontrò un ragazzo in affari nel mondo del cinema. Il suo nuovo amico lo invitò sul set del film A 30 secondi dalla fine, dove gli venne offerto un lavoro da comparsa. Edward Bunker, lui stesso ex galeotto e autore ben rispettato di crime novels che stava scrivendo la sceneggiatura del film, iniziò a discutere con Trejo, con il quale aveva trascorso del tempo a San Quintino. Ricordando le abilità da pugile di Trejo, gli offrì 350 dollari al giorno per allenare Eric Roberts, uno degli attori del film, per una scena di pugilato. Al regista Andrej Končalovskij piacque il lavoro di Trejo e decise di offrirgli un ruolo non poco importante nella pellicola.
Da quel momento, Trejo ha totalmente abbandonato il suo passato violento ed è diventato un attore, recitando talora a fianco di alcuni dei più famosi attori di Hollywood, tra cui Johnny Depp, Nicolas Cage, Charles Bronson, George Clooney, Edward Furlong, John Malkovich, Adrien Brody, Robert De Niro e Antonio Banderas.
Ha partecipato agli episodi La famiglia Lopez, e Cogli l'attimo, nei ruoli di Joe Lopez e José Rodriguez nella serie Walker Texas Ranger.
Nel 2000 appare nell'episodio Viceversa della serie tv X-Files, e interpreta Emilio Vargas nell'episodio 2x20 Conto alla rovescia della serie Alias.
Trejo è conosciuto per il suo stile molto distinto. A parte il suo volto sfregiato, di solito accompagnato da un lungo paio di baffi, ha mostrato i suoi tatuaggi, tra cui uno sul petto rappresentante una donna con un sombrero, in molti ruoli. Interpreta spesso piccoli mafiosi o personaggi malavitosi, nonostante abbia interpretato il "bravo ragazzo" nella trilogia di Spy Kids di Robert Rodriguez, in Bubble Boy. Inoltre interpreta Enrique e Octavio in King of the Hill.
Nel 2005 è stato diffuso il film Champion, che parla della vita di Trejo con apparizioni degli amici e degli associati dell'industria cinematografica.
Trejo appare nel videogioco Def Jam: Fight for NY nel ruolo di un personaggio, il quale ha la stessa voce dell'attore e le stesse sembianze. Ha prestato la sua voce nei videogiochi Grand Theft Auto: Vice City e Vice City Stories al personaggio di Umberto Robina, il quale ripesca qualche aspetto di Trejo. Nel 2010 ha anche doppiato Raul Tejada nel videogioco Fallout: New Vegas.
Nel 2006 ha recitato in Jack's Law scritto da Jeff Hawker e diretto da Gil Medina. Trejo interpreta il protagonista, Jack Santos, la cui vita viene cambiata dall'omicidio della moglie e della figlia. Per il successo, è già stato pianificato un sequel.
Trejo ha doppiato il personaggio di Rico nel prossimo cartone animato di Rob Zombie ed è stato protagonista nei film Machete e Machete Kills di Robert Rodriguez. Con Zombie ha inoltre lavorato sul set di Halloween - The Beginning, dove ha interpretato Ismael Cruz, un amico di Michael Myers e nella Casa del Diavolo dove interpretava un cacciatore di taglie.
Danny Trejo non è cugino né ha alcun grado di parentela con Robert Rodriguez. L'espressione "cugino" non è da riferirsi al grado di parentela ma a uno stretto rapporto di amicizia; equivale all'italiano "zio", riferito a persone amiche di famiglia. In molti dei personaggi interpretati da Trejo nei film di Rodríguez si chiamano come coltelli o utensili da lavoro: Machete in Spy Kids, il barista Eddie e Charlie (in originale "Razor", cioè rasoio) nella saga di Dal tramonto all'alba e "Navajas" (che in spagnolo vuol dire "coltelli") in Desperado. Interpreta un personaggio chiamato Machete in un fake trailer in Grindhouse di Robert Rodriguez e Quentin Tarantino. Da questo falso trailer è stato tratto il film Machete che lo vede come protagonista. Nel film Predators il personaggio da lui interpretato si chiama Cuchillo (in spagnolo coltello).
Ha recitato in due episodi della serie TV Breaking Bad nel ruolo di Tortuga, un informatore della DEA.
Nel 2011 partecipa a cinque episodi della serie televisiva Sons of Anarchy, ritorna nelle sale cinematografiche nel 2012 con il film Bad Ass nel quale lo si vede protagonista come reduce del Vietnam in una Los Angeles corrotta e piena di crimini, si troverà a inseguire gli assassini del suo migliore amico dopo essere diventato un eroe locale.
Trejo è spesso apparso in cinque o più film di vario genere ogni anno. Tra i più importanti in cui ha recitato ci sono Anaconda, xXx, Desperado, C'era una volta in Messico, Heat - La sfida, Dal tramonto all'alba, Con Air, Sei giorni sette notti, Spy Kids e Machete. Inoltre ha doppiato il ghoul Raul Tejada nel videogioco Bethesda Softworks Fallout: New Vegas.
Nel 2021, appare come sopravvissuto speciale, avente la propria miniatura, all'interno del gioco da tavolo Zombicide 2nd edition.

## Filmografia

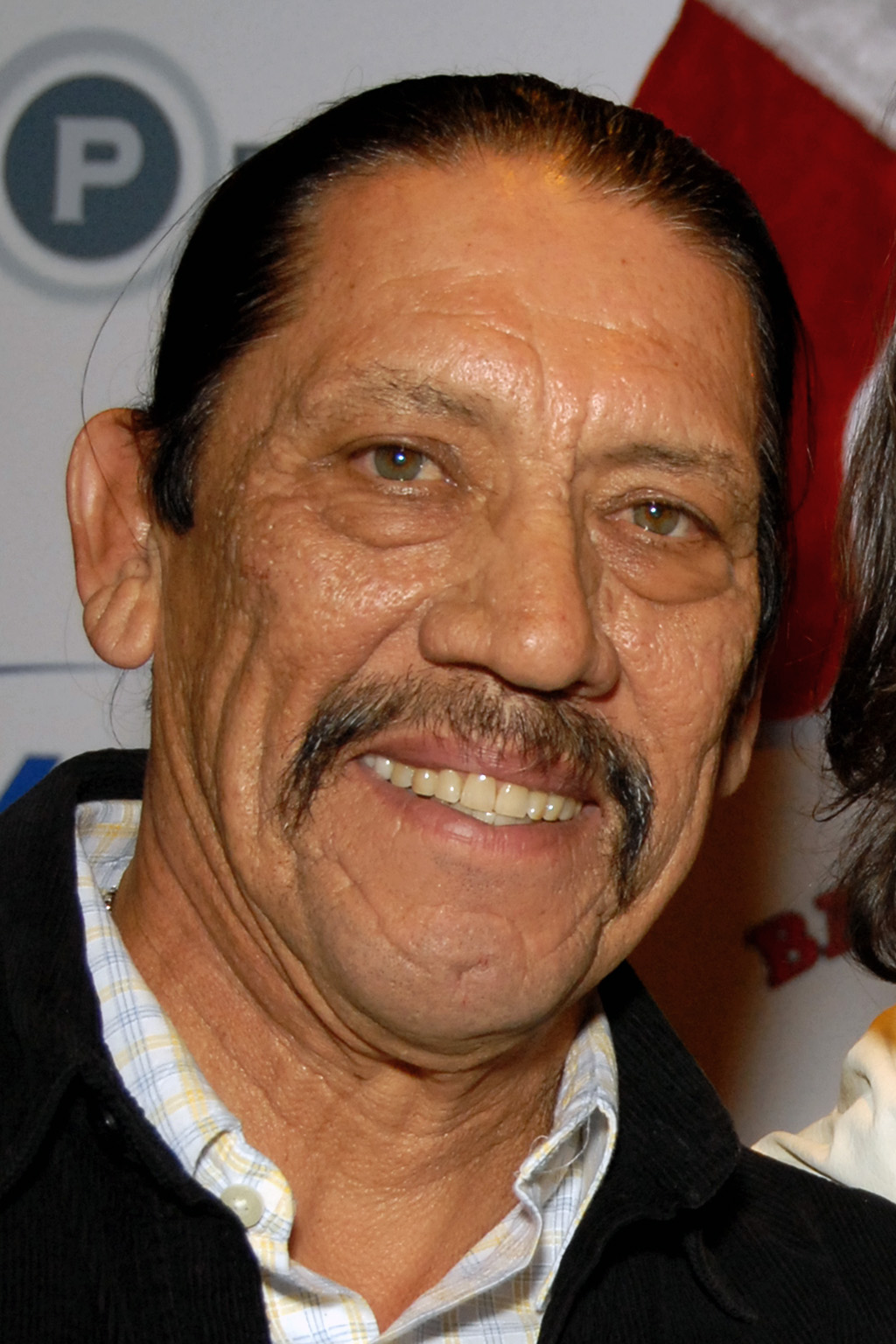
Danny Trejo nel 2009

### Attore

#### Cinema
- A 30 secondi dalla fine (Runaway Train), regia di Andrej Končalovskij (1985)
- A prova di proiettile (Bulletproof), regia di Steve Carver (1987)
- Guantoni insanguinati (Penitentiary III), regia di Jamaa Fanaka (1987)
- L'alieno (The Hidden), regia di Jack Sholder (1987)
- Il giustiziere della notte 4 (Death Wish 4: The Crackdown), regia di J. Lee Thompson (1987)
- Soggetti proibiti (Kinjite: Forbidden Subjects), regia di J. Lee Thompson (1989)
- Sorvegliato speciale (Lock up), regia di John Flynn (1989)
- Sbarre d'acciaio (Cage), regia di Lang Elliott (1989) – non accreditato
- Squadra antidroga (W.B., Blue and the Bean), regia di Max Kleven (1989)
- Maniac Cop - Il poliziotto maniaco (Maniac Cop 2), regia di William Lustig (1990)
- Programmato per uccidere (Marked for Death), regia di Dwight H. Little (1990)
- Hawaii squadra speciale (Guns), regia di Andy Sidaris (1990)
- Sotto massima sorveglianza (Wedlock), regia di Lewis Teague (1991)
- Femme Fatale, regia di Andre R. Guttfreund (1991)
- Trappola d'acciaio (The Last Hour), regia di William Sachs (1991)
- Whore (puttana) (Whore), regia di Ken Russell (1991)
- Seduzione pericolosa (Carnal Crimes), regia di Gregory Dark (1991)
- Annunci di morte (Lonely Hearts), regia di Andrew Lane (1991)
- Sex Crimes, regia di David Garcia (1992)
- Alter ego (Doppelganger), regia di Avi Nesher (1993)
- Patto di sangue (Bound By Honor), regia di Taylor Hackford (1993)
- Trafficanti di morte (Sunset Grill), regia di Kevin Connor (1993)
- Mi vida loca, regia di Allison Anders (1993)
- Per amore e per vendetta (Love, Cheat & Steal), regia di William Curran (1993)
- Presunta innocenza (Criminal Passion), regia di Donna Deitch (1994)
- Victor One (1994)
- Una verità da nascondere (Dead Badge), regia di Douglas Barr (1995)
- The Stranger, regia di Fritz Kiersch (1995)
- Desperado, regia di Robert Rodriguez (1995)
- Heat - La sfida (Heat), regia di Michael Mann (1995)
- Dal tramonto all'alba (From Dusk Till Dawn), regia di Robert Rodriguez (1996)
- Le jaguar, regia di Francis Veber (1996)
- Anaconda, regia di Luis Llosa (1997)
- Champions, regia di Peter Gathings Bunche (1997)
- Con Air, regia di Simon West (1997)
- Safe Sex - Tutto in una notte (Trojan War), regia di George Huang (1997)
- Posse II - La banda dei folli (Los Locos), regia di Jean-Marc Vallée (1997)
- Dilemma, regia di Eric Larsen, Alan Smithee e Eric Louzil (1997)
- Costretti ad uccidere (The Replacement Killers), regia di Antoine Fuqua (1998)
- Point Blank - Appuntamento con la morte (Point Blank), regia di Matt Earl Beesley (1998)
- Sei giorni sette notti (Six Days Seven Nights), regia di Ivan Reitman (1998)
- Voci di morte (Soundman), regia di Steven Ho (1998)
- Dal tramonto all'alba 2 - Texas, sangue e denaro (From Dusk till Dawn 2: Texas Blood Money), regia di Scott Spiegel (1999)
- Fino all'inferno (Inferno), regia di John G. Avildsen (1999)
- Whiteboyz, regia di Marc Levin (1999) Non accreditato
- Dal tramonto all'alba 3 - La figlia del boia (From Dusk Till Dawn 3: The Handman's Daughter), regia di P.J. Pesce (1999)
- Six Shots of Tequila, regia di Pablo Rivera (1999)
- Animal Factory, regia di Steve Buscemi (2000)
- Trappola criminale (Reindeer Games), regia di John Frankenheimer (2000)
- Cuenta saldada, regia di Alejandro Todd e J. Luis Maldonado (2000)
- Skippy, regia di Dionysius Zervos (2001)
- Spy Kids, regia di Robert Rodriguez (2001)
- Bubble Boy, regia di Blair Hayes (2001)
- Simplicity, regia di Chet Thomas – cortometraggio (2002)
- 13 Moons, regia di Alexandre Rockwell (2002)
- Salton Sea - Incubi e menzogne (The Salton Sea), regia di D.J. Caruso (2002)
- Do It for Uncle Manny, regia di Adam Baratta (2002)
- Spy Kids 2 - L'isola dei sogni perduti (Spy Kids 2: The Island of Lost Dreams), regia di Robert Rodriguez (2002)
- xXx, regia di Rob Cohen (2002)
- Beat the Devil, regia di Tony Scott – cortometraggio (2002)
- Nightstalker, regia di Chris Fisher (2002)
- Hiding in Walls, regia di Bob Destri Hilgenberg e Rob Muir – cortometraggio (2002)
- Big Empty - Tradimento fatale (The Big Empty), regia di Steve Anderson (2003)
- Missione 3D - Game Over (Spy Kids 3-D: Game Over), regia di Robert Rodriguez (2003)
- Shuang dao, regia di Alexi Tan – cortometraggio (2003)
- C'era una volta in Messico (Once Upon a Time in Mexico), regia di Robert Rodriguez (2003)
- Anchorman - La leggenda di Ron Burgundy (Anchorman: The Legend of Ron Burgundy), regia di Adam McKay (2004)
- Lost, regia di Darren Lemke (2004)
- Wake Up, Ron Burgundy: The Lost Movie, regia di Adam McKay (2004)
- All Souls Day: Dia de los Muertos, regia di Jeremy Kasten (2005)
- Tennis, Anyone...?, regia di Donal Logue (2005)
- Il corvo - Preghiera maledetta (The Crow: Wicked Prayer), regia di Lance Mungia (2005)
- La casa del diavolo (The Devil's Rejects), regia di Rob Zombie (2005)
- Chasing Ghosts, regia di Kyle Dean Jackson e Alan Pao (non citato nei titoli originali) (2005)
- L.A. Underground (Venice Underground), regia di Eric DelaBarre (2005)
- Dreaming on Christmas, regia di Spencer Jay Kim (2005)
- Propensity, regia di Rob Diamond e Dave Sapp (2006)
- SherryBaby, regia di Laurie Collyer (2006)
- Seven Mummies, regia di Nick Quested (2006)
- Nice Guys, regia di Joe Eckardt (2006)
- Living the Dream, regia di Christian Schoyen e Allan Fiterman (2006)
- Danny Roane: First Time Director, regia di Andy Dick (2006)
- Jack's Law, regia di Gil Medina (2006)
- Hood of Horror, regia di Stacy Title (2006)
- TV: The Movie, regia di Sam Maccarone (2006)
- Taphephobia, regia di Aaron Pope (2006)
- Smiley Face, regia di Gregg Araki (2007)
- Grindhouse, regia di Robert Rodriguez (2007)
- Grindhouse - Planet Terror (Planet Terror), regia di Robert Rodriguez (2007)
- Richard III, regia di Scott Anderson (2007)
- Delta Farce, regia di C. B. Harding (2007)
- Halloween - The Beginning (Halloween), regia di Rob Zombie (2007)
- The Blue Rose, regia di Joe Knight (2007)
- Urban Justice - Città violenta (Urban Justice), regia di Don E. Fauntleroy (2007)
- On Bloody Sunday, regia di Christian Sesma (2007)
- Furnace - La prigione maledetta (Furnace), regia di William Butler (2007)
- The Art of Travel, regia di Thomas Whelan (2008)
- Valley of Angels, regia di Jon Rosten (2008)
- Jake's Corner, regia di Jeff Santo (2008)
- Ranchero, regia di Richard Kaponas (2008)
- Chinaman's Chance: America's Other Slaves, regia di Aki Aleong e Geqi Li (2008)
- Toxic, regia di Alan Pao (2008)
- Juan Frances: Live, regia di Amy French (2008)
- Alone in the Dark II, regia di Michael Roesch e Peter Scheerer (2008)
- Through the Valley, regia di Juan C. Vazquez (2008)
- Necessary Evil, regia di Peter J. Eaton (2008)
- Fanboys, regia di Kyle Newman (2009)
- The Grind, regia di John Millea (2009)
- Cowboy Dreams, regia di Paul DeNigris – cortometraggio (2009)
- The Boys of Ghost Town, regia di Pablo Veliz (2009)
- Eyeborgs, regia di Richard Clabaugh (2009)
- La linea, regia di James Cotten (2009)
- Saint John of Las Vegas, regia di Hue Rhodes (2009)
- Modus Operandi, regia di Frankie Latina (2009)
- Babysitters Beware, regia di Douglas Horn (2009)
- 3V Man, regia di Arshag Dickranian – cortometraggio (2009)
- The Killing Jar - Situazione critica (The Killing Jar), regia di Mark Young (2010)
- Shoot the Hero, regia di Christian Sesma (2010)
- Shadows in Paradise, regia di J. Stephen Maunder (2010)
- Pastor Shepherd, regia di Edwin L. Marshall (2010)
- Project X27, regia di Joaquin Perea (2010)
- Predators, regia di Nimród Antal (2010)
- Arma micidiale (Gun), regia di Jessy Terrero (2010)
- Beatdown, regia di Mike Gunther (2010)
- Machete, regia di Robert Rodriguez (2010)
- The Bill Collector, regia di Cristobal Krusen (2010)
- Death Race 2, regia di Roel Reiné (2010) Uscito in home video
- The Lazarus Papers, regia di Jeremiah Hundley (2010)
- Six Days in Paradise, regia di John Vidor (2010)
- Lean Like a Cholo, regia di Demetrius Navarro (2010)
- Justin Time, regia di Rob Diamond (2010)
- Food Stamps, regia di Alfredo Ramos (2010)
- Boston Girls, regia di Gabriel Bologna (2010)
- American Flyer, regia di Mark Christensen (2010)
- Recoil - A colpo sicuro (Recoil), regia di Terry Miles (2011)
- Blacktino, regia di Aaron Burns (2011)
- Cross, regia di Patrick Durham (2011)
- Dark Games, regia di Charles Hage (2011)
- Accusato speciale (The House of the Rising Sun), regia di Brian A. Miller (2011)
- Poolboy: Drowning Out the Fury, regia di Garrett Brawith (2011)
- Spy Kids 4 - È tempo di eroi (Spy Kids: All the Time in the World), regia di Robert Rodriguez (2011)
- Violet & Daisy, regia di Geoffrey Fletcher (2011)
- Harold & Kumar - Un Natale da ricordare (A Very Harold & Kumar 3D Christmas), regia di Todd Strauss-Schulson (2011)
- In the Shadow, regia di Nicole Elmer (2011)
- Succhiami (Breaking Wind), regia di Craig Moss (2012)
- Bad Ass, regia di Craig Moss (2012)
- Sushi Girl, regia di Kern Saxton (2012)
- Rise of the Zombies - Il ritorno degli zombie (Rise of the Zombies), regia di Nick Lyon (2012)
- Mango Bajito, regia di Juan Castilo (2012)
- Bro', regia di Nick Parada (2012)
- Death Race 3 - Inferno (Death Race: Inferno), regia di Roel Reiné (2013)
- Bilet na Vegas, regia di Pavel Bardin e Gor Kirakosian (2013)
- The Insomniac, regia di Monty Miranda (2013)
- The Cloth, regia di Tristan Price (2013)
- Amelia's 25th, regia di Martín Yernazian (2013)
- Zombie Hunter, regia di K. King (2013)
- Five Thirteen, regia di Kader Ayd (2013)
- Revenge - Vendetta privata (The Contractor), regia di Sean Olson (2013)
- Chavez Cage of Glory, regia di Hector Echavarria (2013)
- Machete Kills, regia di Robert Rodriguez (2013)
- Dead in Tombstone, regia di Roel Reiné (2013)
- Dream Date, regia di Brian Brown – cortometraggio (2013)
- Pendejo, regia di Jairaj Walia (2013)
- Kurer iz 'Raya', regia di Mikhail Khleborodov (2013)
- Force of Execution, regia di Keoni Waxman (2013)
- Voodoo Possession, regia di Walter Boholst (2014)
- Giustizieri da strapazzo - Bad Asses (Bad Asses), regia di Craig Moss (2014)
- Bullet, regia di Nick Lyon (2014)
- 20 Ft Below: The Darkness Descending, regia di Marc Clebanoff (2014)
- In the Blood, regia di John Stockwell (2014)
- Beyond Justice, regia di Timothy Woodward Jr. (2014)
- Preggoland, regia di Jacob Tierney (2014)
- Reaper, regia di Wen-Han Shih (2014)
- Strike One, regia di David Llauger Meiselman (2014)
- Reach Me - La strada del successo (Reach Me), regia di John Herzfeld (2014)
- The Burning Dead, regia di Rene Perez (2015)
- Vanish - Sequestro letale (VANish), regia di Bryan Bockbrader (2015)
- Hope Lost, regia di David Petrucci (2015)
- Bad Asses - Giustizieri da strapazzo in Louisiana (Bad Asses on the Bayou), regia di Craig Moss (2015)
- The Night Crew, regia di Christian Sesma (2015)
- The Weight of Blood and Bones, regia di Chris Ekstein – cortometraggio (2015)
- 3-Headed Shark Attack, regia di Christopher Ray (2015)
- L.A. Slasher, regia di Martin Owen (2015)
- Il buono, il brutto e il morto (The Good, the Bad and the Dead), regia di Timothy Woodward Jr. (2015)
- No Way Out, regia di Hector Echavarria (2015)
- The Ridiculous 6, regia di Frank Coraci (2015)
- Street Level, regia di David Labrava (2015)
- Pure Love, regia di Manny Martinez Hernandez (2015)
- Guiltless, regia di Luis R. Quintero – cortometraggio (2015)
- Range 15, regia di Ross Patterson (2016)
- Vigilante Diaries, regia di Christian Sesma (2016)
- Halloweed, regia di LazRael Lison (2016)
- Beyond the Game, regia di Erken Ialgashev (2016)
- Cyborg X, regia di K. King (2015)
- Bridesman, regia di Tony Estrada – cortometraggio (2016)
- North by El Norte, regia di Mark Christensen (2016)
- 1st Strike, regia di David Llauger Meiselman (2016)
- R.L. Stine: I racconti del brivido - La casa stregata (Mostly Ghostly: One Night in Doom House), regia di Ron Oliver (2016)
- Dodge, PsychoBandits, regia di Matías Moltrasio – cortometraggio (2016)
- Chronology, regia di Kipp Tribble e Derik Wingo (2016)
- Cross Wars, regia di Patrick Durham (2017)
- Juarez 2045, regia di Chris Le (2017)
- Boost, regia di Nathan Gabaeff (2017)
- All About the Money, regia di Blake Freeman (2017)
- Death House, regia di B. Harrison Smith (2017)
- Dead in Tombstone 2 (Dead Again in Tombstone), regia di Reiné (2017)
- McDick, regia di Chris McDonnell (2017)
- Maximum Impact, regia di Andrzej Bartkowiak (2017)
- BorderCross, regia di Chuck Walker (2017)
- Avenge the Crows, regia di Nathan Gabaeff (2017)
- Gone Are the Days, regia di Mark Landre Gould (2018)
- The Margarita Man, regia di Daniel Ramos (2018)
- Fury of the Fist and the Golden Fleece, regia di Alexander Wraith (2018)
- Bully, regia di Santino Campanelli (2018)
- Frat Pack, regia di Michael Philip (2018)
- Silencer, regia di Timothy Woodward Jr. (2018)
- Woman, regia di Jenifer Yeuroukis – cortometraggio (2018)
- Death Race - Anarchia (Death Race 4: Beyond Anarchy), regia di Don Michael Paul (2018)
- Mr. Malevolent, regia di Rusty Cundieff e Darin Scott (2018)
- #Roxy, regia di Michael Kennedy (2018)
- Counterpunch, regia di Kenneth Castillo (2019)
- Wish Man, regia di Theo Davies (2019)
- Slasher Party, regia di Tony Villalobos (2019)
- Grand-Daddy Day Care, regia di Ron Oliver (2019)
- The Short History of the Long Road, regia di Ani Simon-Kennedy (2019)
- Every 9 Hours, regia di Adam Margolis e Jim St. Germain – cortometraggio (2019)
- The Outsider, regia di Timothy Woodward Jr. (2019)
- Madness in the Method, regia di Jason Mewes (2019)
- Bullets of Justice, regia di Valeri Milev (2019)
- 3 from Hell, regia di Rob Zombie (2019)
- Bare Knuckle Brawler, regia di Joe Gawalis (2019)
- Big Kill, regia di Scott Martin (2019)
- Black Licorice, regia di Frankie Latina (2019)
- Acceleration, regia di Michael Merino e Daniel Zirilli (2019)
- Cross 3, regia di Patrick Durham e Paul G. Volk (2019)
- The Fixer, regia di Michael Schilf – cortometraggio (2020)
- The Protector (Final Kill), regia di Justin Lee (2020)
- SpongeBob - Amici in fuga (The SpongeBob Movie: Sponge on the Run), regia di Tim Hill (2020)
- In Stranger Company, regia di Phillip Abraham (2020)
- Pistolera, regia di Damian Chapa (2020)
- American Pie Presents: Girls' Rules, regia di Mike Elliott (2020)
- The Last Exorcist, regia di Robin Bain (2020)
- Lumpia with a Vengeance, regia di Patricio Ginelsa (2020)
- Remnants of the Fallen (2020)
- Lunar Effect, regia di Todd Christopher Van (2020)
- Green Ghost and the Masters of the Stone, regia di Michael D. Olmos (2021)
- The House Next Door: Meet the Blacks 2, regia di Deon Taylor (2021)
- Welcome to Our World, regia di Alfredo Ramos (2021)
- The Rebels of PT-218, regia di Nick Lyon (2021)
- La Sombra Del Gato, regia di José María Cicala (2021)
- Death Rider in the House of Vampires, regia di Glenn Danzig (2021)
- American Sicario, regia di RJ Collins (2021)
- Murder in the Woods, regia di Luis Iga (2021)
- Vampfather, regia di Stuart Paul (2022)
- The Legend of La Llorona, regia di Patricia Harris Seeley (2022)
- THE PREY: Legend of Karnoctus, regia di Cire Hensman e Matthew Hensman (2022)
- A Tale of Two Guns, regia di Justin Lee (2022)
- Good Mourning, regia di Machine Gun Kelly e Mod Sun (2022)
- Smile or Hug, regia di Paul Sprangers (2022)
- Clerks III, regia di Kevin Smith (2022)
- The Binge 2: It's A Wonderful Binge, regia di Jordan VanDina (2022)

#### Televisione
- Shannon's Deal, regia di Lewis Teague – film TV (1989)
- Agente speciale Kiki Camarena - Sfida ai narcos (Drug Wars: The Camarena Story), regia di Brian Gibson – miniserie TV (1990)
- Un gioco pericoloso (Doublecrossed), regia di Roger Young – film TV (1991)
- FBI: The Untold Stories – serie TV, 1 episodio (1991)
- Baywatch  – serie TV, 2 episodi (1991-1992)
- Jake & Jason Detectives (Jake and the Fatman) – serie TV, episodio 5x09 (1992)
- Ragionevoli dubbi (Reasonable Doubts) – serie TV, 2 episodi (1992)
- Nails - Un poliziotto scomodo (Nails), regia di John Flynn – film TV (1992)
- 12:01 - Un minuto dopo mezzanotte (12:01), regia di Jack Sholder – film TV (1993)
- Last Light - Storia di un condannato a morte (Last Light), regia di Kiefer Sutherland – film TV (1993)
- The Prison (Against the Wall), regia di John Frankenheimer – film TV (1994)
- Vanishing Son – serie TV, 1 episodio (1995)
- Fallen Angels – serie TV, 1 episodio (1995)
- Nash Bridges – serie TV, episodio 2x01 (1996)
- Renegade – serie TV, episodio 4x21 (1996)
- NYPD - New York Police Department (NYPD Blue) – serie TV, 2 episodi (1996-1998)
- Tracey Takes On... – serie TV, 2 episodi (1998)
- Brooklyn South – serie TV, 1 episodio (1998)
- Walker Texas Ranger (Walker, Texas Ranger) – serie TV, 2 episodi, di cui 6x23 (1998-1999)
- No Mothers Crying, No Babies Dying, regia di Rick Munoz – film TV (1999)
- X-Files (The X-Files) – serie TV, episodio 8x06 (2000)
- Kingpin – miniserie TV, 1 episodio (2003)
- Alias – serie TV, episodio 2x20 (2003)
- The Brothers Garcia – serie TV, 1 episodio (2003)
- I Finnerty (Grounded for Life) – serie TV, 1 episodio (2004)
- Detective Monk (Monk) – serie TV, episodio 2x16 (2004)
- George Lopez – serie TV, 1 episodio (2005)
- Desperate Housewives - I segreti di Wisteria Lane (Desperate Housewives) – serie TV, 2x08 (2005)
- Heist – serie TV, 2 episodi (2006)
- Slayer, regia di Kevin VanHook – film TV (2006)
- Death Row, regia di Kevin VanHook – film TV (2006)
- Una banda allo sbando (The Knights of Prosperity) – serie TV, 1 episodio (2007)
- Stargate Atlantis – serie TV, 4x07 (2007)
- Blood Ties – serie TV, episodio 2x07 (2007)
- Febbre d'amore (The Young and the Restless) – serie TV, 15 episodi (2008)
- Breaking Bad – serie TV, 2 episodi (2009-2010)
- Burn Notice - Duro a morire (Burn Notice) – serie TV, 1 episodio (2010)
- Tim and Eric Awesome Show, Great Job! – serie TV, 1 episodio (2010)
- Cubed – serie TV, 1 episodio (2010)
- La strana coppia (The Good Guys) – serie TV, 1 episodio (2010)
- Modern Family – serie TV, episodio 2x10 (2010)
- Bones – serie TV, episodio 6x19 (2011)
- Franklin & Bash – serie TV, episodio 1x10 (2011)
- St. James St. James Presents: Delirium Cinema, regia di Ivan Victor – film TV (2011)
- Sons of Anarchy – serie TV, 14 episodi (2011-2012)
- Haunted High, regia di Jeffery Scott Lando – film TV (2012)
- Dr. Fubalous – serie TV, 4 episodi (2012)
- Maron – serie TV, 1 episodio (2013)
- NCIS: Los Angeles – serie TV, episodio 5x15 (2014)
- Saint George – serie TV, 10 episodi (2014)
- Get Lost – serie TV, 1 episodio (2014)
- The Daily Show – serie TV, 1 episodio (2014)
- Dal tramonto all'alba - La serie (From Dusk till Dawn: The Series) – serie TV, 7 episodi (2015)
- Street Level: Behind the Scenes Featurrette – serie TV (2016)
- Rudy, regia di Titmouse – film TV (2016)
- What Would Trejo Do? – serie TV (2017)
- Explosion Jones – serie TV (2017)
- Real Rob – serie TV, 1 episodio (2017)
- Brooklyn Nine-Nine – serie TV, episodio 5x10 (2017)
- The Flash – serie TV, 3 episodi (2017-2019)
- Hooked, regia di Scott Crane e Joe di Gennaro – film TV (2018)
- Blue Bloods – serie TV, episodio 9x19 (2019)
- What We Do in the Shadows – serie TV, 1 episodio (2019)
- We're Alive: Goldrush, regia di Kc Wayland – miniserie TV, 1 episodio (2019)
- Seis Manos – serie TV, 8 episodi (2019)
- Dynasty – serie TV, episodio 3x19 (2020)
- Reno 911! – serie TV, episodio 7x11 (2020)
- Danny's Diary, regia di Adam Nickerson – miniserie TV (2020)
- L.A.'s Finest – serie TV, 1 episodio (2020)
- Helpsters – serie TV, 1 episodio (2020)
- The Conners – serie TV, 1 episodio (2020)
- Paragon: The Shadow Wars – serie TV, 6 episodi (2020)
- American Gods – serie TV, 2 episodi (2021)
- My American Family – serie TV (2021)
- American Horror Stories – serie TV, 1 episodio (2021)
- Total Badass Wrestling – serie TV, 10 episodi (2021)
- Muppets Haunted Mansion - La casa stregata (Muppets Haunted Mansion), regia di Kirk R. Thatcher – special TV (2021)
- The Book of Boba Fett – serie TV, 1 episodio (2022)
- PBC – serie TV, 5 episodi (2022)
- Better Things – serie TV, 3 episodi (2022)

#### Videoclip
- Attitude di Sepultura (1996)
- Like Yeah di Tech N9ne (2008)
- Open your Eyes dei Maylene and the Sons of Disaster (2011)
- Whistle Dixie di Travis Barker & Yelawolf (2012)
- Loco di Enrique Iglesias e Anthony Santos (2014)
- Angel in Blue Jeans dei Train (2014)
- Repentless degli Slayer (2015)
- Money dei Broiler ft. Bekuh Boom (2016)
- Pride in Prejudice degli Slayer (2016)
- Consuela di Belly ft. Zack & Young Thug (2017)
- Flames di David Guetta & Sia (2018)
- La Fama di The Weeknd & Rosalía (2021)
- John Wayne di Whiskey Myers (2022)

#### Videogiochi
- Ground Zero Texas (1993)
- Spy Kids: Mega Mission Zone (2002)
- Grand Theft Auto: Vice City (2002)
- Grand Theft Auto: Vice City Stories (2006)
- Call of Duty: Black Ops (2010)
- The Fight: Lights Out
- Far Cry 6 (2021)
- Crime Boss: Rockay City (2023)
- Like a Dragon: Infinite Wealth (2024)

### Doppiatore
- Project A - Operazione pirati ('A' gai wak), regia di Jackie Chan e Sammo Kam-Bo Hung (non citato nei titoli originali) (1983) Versione inglese
- King of the Hill – serie TV, 20 episodi (2001-2010)
- Grand Theft Auto: Vice City – videogioco (2002)
- Curse - La maledizione (The Curse of El Charro), regia di Rich Ragsdale (2005)
- Grand Theft Auto: Vice City Stories – videogioco (2006)
- Battaglia per la Terra 3D (Battle for Terra), regia di Aristomenis Tsirbas (2007)
- El Tigre: The Adventures of Manny Rivera – serie TV, 1 episodio (2008)
- The Spectacular Spider-Man – serie animata, 1 episodio (2009)
- The Haunted World of El Superbeasto, regia di Rob Zombie (2009) Uscito in home video
- Predators Motion Comics: Moment of Extraction, regia di Javier Soto – cortometraggio (2010) Uscito in home video, Non accreditato
- Fallout: New Vegas – videogioco (2010)
- The Cleveland Show – serie TV, 1 episodio (2011)
- Top Cat - Il film (Don gato y su pandilla), regia di Alberto Mar (2011)
- Young Justice – serie animata, 2 episodi (2011-2019)
- The High Fructose Adventures of Annoying Orange – serie TV, 2 episodi (2012)
- Phineas e Ferb (Phineas and Ferb) – serie animata, 1 episodio (2013)
- Scooby-Doo! Ghastly Goals, regia di Victor Cook – cortometraggio (2014)
- Il libro della vita (Book of Life), regia di Jorge R. Gutierrez (2014)
- Teenage Mutant Ninja Turtles: Danger of the Ooze – videogioco (2014)
- Teenage Mutant Ninja Turtles - Tartarughe Ninja (Teenage Mutant Ninja Turtles) – serie animata, 3 episodi (2014-2017)
- Alcatraz Prison Escape: Deathbed Confession, regia di John Edward Lee (2015)
- Topolino (Mickey Mouse) – serie animata, 1 episodio (2015)
- Maiale Capra Banana Grillo (Pig Goat Banana Cricket) – serie animata, 1 episodio (2015)
- The Adventures of Puss in Boots – serie TV, 11 episodi (2015-2018)
- A Horse Story, regia di John Rogers (2016)
- TripTank – serie TV, 2 episodi (2016)
- Cicogne in missione (Storks), regia di Nicholas Stoller e Doug Sweetland (2016)
- Mutafukaz, regia di Shōjirō Nishimi e Guillaume Renard (2017) Versione inglese
- Il gatto con gli stivali - Intrappolato in una storia epica (Puss in Book: Trapped in an Epic Tale), regia di Roy Burdine e Johnny Castuciano – cortometraggio (2017)
- Rick and Morty – serie animata, 1 episodio (2017)
- Rapunzel - La serie (Tangled: The Series) – serie TV, 2 episodi (2017-2019)
- American Dad! – serie TV, 2 episodi (2017-2019)
- Elena di Avalor (Elena of Avalor) – serie TV, 3 episodi (2017-2020)
- I Greens in città (Big City Greens) – serie TV, 18 episodi (2018-2022)
- 3 in mezzo a noi - I racconti di Arcadia ( 3Below: Tales of Arcadia) – serie TV, 5 episodi (2019)
- Dora e la città perduta (Dora and the Lost City of Gold), regia di James Bobin (2019)
- I Griffin (Family Guy) – serie TV, 1 episodio (2019)
- Wabbit: A Looney Tunes Production – serie TV, 1 episodio (2020)
- Victor e Valentino (Victor & Valentino) – serie TV, 5 episodi (2020-2022)
- Fast & Furious - Piloti sotto copertura (Fast & Furious Spy Racers) – serie animata, 6 episodi (2021)
- The Black Hole, regia di Sofia Åström – cortometraggio (2021)
- I Casagrande (The Casagrandes) – serie animata, 1 episodio (2021)
- Maya e i tre guerrieri (Maya and the Three), regia di Jorge R. Gutiérrez – miniserie TV, 3 episodi (2021)
- Pups Alone, regia di Alex Merkin (2021)
- Masters of the Universe: Revelation – serie TV, 1 episodio (2021)
- The Ghost and Molly McGee – serie TV, 1 episodio (2022)
- Minions 2 - Come Gru diventa cattivissimo (Minions: The Rise of Gru), regia di Kyle Balda, Brad Ableson e Jonathan del Val (2022)
- Aqua Teen Hunger Force – serie animata, 1 episodio (2023)
- Crime Boss: Rockay City - videogioco (2023)

## Doppiatori italiani
Nelle versioni in italiano delle opere in cui ha recitato, Danny Trejo è stato doppiato da:
- Saverio Moriones in Con Air, Bubble Boy, Alias, xXx, Fanboys, La linea, Predators, Recoil - A colpo sicuro, Succhiami, Death Race 3 - Inferno, Machete Kills, Dead in Tombstone, In the Blood, The Flash, The Ridiculous 6, Death Race - Anarchia
- Gerolamo Alchieri in Fino all'inferno, The Prison, Detective Monk, Bones, Burn Notice - Duro a morire, Clerks III
- Dario Oppido in Il buono, il brutto e il morto, Dead in Tombstone 2, The Book of Boba Fett, American Sicario, Muppets Haunted Mansion - La casa stregata
- Diego Reggente in Anchorman - La leggenda di Ron Burgundy, 7 mummies, Grindhouse - Planet Terror, Death Race 2
- Pasquale Anselmo in Dal tramonto all'alba 2 - Texas, sangue e denaro, Dal tramonto all'alba 3 - La figlia del boia, Dynasty, American Gods
- Claudio Fattoretto in Machete, Urban Justice - Città violenta
- Oreste Rizzini in Spy Kids, Spy Kids 2 - L'isola dei sogni perduti, C'era una volta in Messico
- Angelo Nicotra in Stargate Atlantis, Brooklyn Nine-Nine, SpongeBob - Amici in fuga
- Mario Bombardieri ne La casa del diavolo, 3-Headed Shark Attack
- Bruno Alessandro ne Il corvo - Preghiera maledetta, The Burning Dead
- Giovanni Petrucci in Bullet, What We Do in the Shadows
- Mario Zucca in Giustizieri da strapazzo - Bad Asses, Giustizieri da strapazzo in Luisiana
- Sandro Sardone in Animal Factory, Desperate Housewives
- Domenico Maugeri ne Il ritorno degli Zombie - Fuga da Alcatraz, Force of Execution
- Roberto Draghetti in X-Files
- Nino Prester in Heat - La sfida
- Dario De Grassi in Dal tramonto all'alba
- Massimo Pizzirani in Anaconda
- Giuliano Santi in Trappola criminale
- Bruno Conti in Salton Sea - Incubi e menzogne
- Ermanno Ribaudo in Chasing Ghosts
- Eugenio Marinelli in Halloween - The Beginning
- Renato Cortesi in Breaking Bad
- Renzo Stacchi in Sons of Anarchy
- Fabrizio Pucci in Eyeborgs
- Mauro Magliozzi in Modern Family
- Paolo Marchese in NCIS: Los Angeles
- Sergio Troiano in Harold & Kumar - Un Natale da ricordare
- Massimo Corvo in Franklin & Bash
- Pietro Ubaldi in Reach Me - La strada del successo
- Massimo Lodolo in Better Things
- Edoardo Siravo in Blue Bloods
- Elio Zamuto in American Horror Stories

Da doppiatore è sostituito da:
- Saverio Moriones in Fallout New Vegas, Elena di Avalor
- Giorgio Locuratolo in King of the Hill
- Wladimiro Grana in Battaglia per la Terra 3D
- Bruno Alessandro ne Il libro della vita
- Roberto Draghetti in Cicogne in missione
- Dario Oppido ne I Greens in città
- Angelo Nicotra in Dora e la città perduta
- Gerolamo Alchieri in Minions 2 - Come Gru diventa cattivissimo
- Raffaele Farina in Seis Manos